# AyaRuka
AyaRuka（アヤルカ）は、坂本彩と川田瑠夏による日本の音楽ユニット。2010年2月24日、コロムビアミュージックエンタテインメントから発売されたテレビアニメ『おまもりひまり』のオープニング主題歌「押しちゃうぞ!!」でCDデビューした。

## ディスコグラフィ

### シングル
1. 押しちゃうぞ!!（2010年2月24日）
  - テレビアニメ『おまもりひまり』オープニング主題歌